# Accidente ferroviario de El Ayyat
El desastre del tren El Ayyat ocurrió a las 02:00 de la mañana del 20 de febrero de 2002 en un tren de pasajeros de once vagones que viajaba de El Cairo a Luxor. Un cilindro de gas para cocinar explotó en el quinto vagón, creando un incendio que envolvió a siete vagones de tercera clase, reduciéndolos casi a cenizas. 
El número inicial de muertos que dieron los funcionarios en ese momento fue de 383, todos egipcios. Sin embargo, teniendo en cuenta que siete vagones se quemaron hasta los cimientos, y cada vagón estaba lleno con al menos el doble de la capacidad de carga máxima de 150, este número puede estar muy subestimado. La naturaleza dudosa del número de muertos dado radica en la ausencia de una lista completa de pasajeros; dar cuenta de los desaparecidos era casi imposible en ese momento. Además, el fuego era tan intenso y los carruajes tan quemados que muchos cadáveres habían quedado reducidos a cenizas. Como no había medios de comunicación entre el conductor y los vagones traseros, el conductor no se enteró de inmediato del incendio. lo que provocó que muchas personas intentaran huir de los vagones abarrotados, saltando hacia la muerte. Algunos egipcios importantes han comentado que la cifra oficial de 383 muertos es sumamente inexacta y fue un intento de disminuir el daño causado a la reputación del gobierno.